# Чемпионат России по дзюдо 2003
Чемпионат России по дзюдо 2003 года проходил в Перми с 12 по 15 июня во дворце спорта «Орлёнок».

## Медалисты

### Мужчины
| Категория                   | Золото                              | Серебро                             | Бронза                                                             |
| --------------------------- | ----------------------------------- | ----------------------------------- | ------------------------------------------------------------------ |
| Наилегчайший вес (до 60 кг) | Анзор Гаунов Адыгея                 | Евгений Станев Санкт-Петербург      | Фаниль Галимов Пермская область Руслан Кишмахов Карачаево-Черкесия |
| Полулёгкий вес (до 66 кг)   | Магомед Джафаров Дагестан           | Ислам Мациев Москва                 | Алексей Храпов Рязанская область Казбек Цагараев Алания            |
| Лёгкий вес (до 73 кг)       | Виталий Макаров Челябинская область | Гарик Айвазян Красноярский край     | Руслан Газаев Москва Павел Попов Москва                            |
| Полусредний вес (до 81 кг)  | Саламу Межидов Чечня                | Руслан Гаджиев Ставропольский край  | Дмитрий Носов Москва Константин Савчишкин Липецкая область         |
| Средний вес (до 90 кг)      | Сергей Меньшиков Алтайский край     | Муслим Гаджимагомедов Дагестан      | Дмитрий Белин Алтайский край Алексей Михалёв Волгоградская область |
| Полутяжёлый вес (до 100 кг) | Дмитрий Максимов Москва             | Максим Брянов Карачаево-Черкесия    | Руслан Гасымов Санкт-Петербург Сергей Седых Челябинская область    |
| Тяжёлый вес (свыше 100 кг)  | Тамерлан Тменов Алания              | Тимур Бучукури Адыгея               | Виталий Гундров ХМАО Александр Михайлин Москва                     |
| Абсолютная категория        | Гаджимурад Муслимов Дагестан        | Кирилл Наумов Волгоградская область | Сурен Балачинский Москва Самвел Саркисов Краснодарский край        |

### Женщины
| Категория                   | Золото                                   | Серебро                               | Бронза                                                                        |
| --------------------------- | ---------------------------------------- | ------------------------------------- | ----------------------------------------------------------------------------- |
| Наилегчайший вес (до 48 кг) | Татьяна Бобалова Саратовская область     | Наталья Самойлова Пензенская область  | Ирина Горемыкина ХМАО Яна Сербова Пермская область                            |
| Полулёгкий вес (до 52 кг)   | Оксана Карзакова ХМАО                    | Карина Дорохина Орловская область     | Ольга Федосеенко Новосибирская область Людмила Храмова Самарская область      |
| Лёгкий вес (до 57 кг)       | Татьяна Шушакова Омская область          | Ольга Сонина Новосибирская область    | Елена Троян Пермская область Наталья Юхарева Санкт-Петербург                  |
| Полусредний вес (до 63 кг)  | Анна Сараева ХМАО, Самарская область     | Любовь Бельская Новосибирская область | Арина Александрова Тверская область Наталья Мельникова Брянская область       |
| Средний вес (до 70 кг)      | Наталья Писарева ХМАО, Самарская область | Светлана Галянт Камчатская область    | Оксана Герзанич Астраханская область Галина Федосеева Алтайский край          |
| Полутяжёлый вес (до 78 кг)  | Вера Москалюк ХМАО                       | Ирина Кириллова Чувашия               | Наталья Бобкина Санкт-Петербург Евгения Скворцова Москва                      |
| Тяжёлый вес (свыше 78 кг)   | Теа Донгузашвили Санкт-Петербург         | Оксана Болтенкова Пермская область    | Анаид Мхитарян ХМАО, Тюменская область Елена Шлейзе Омская область            |
| Абсолютная категория        | Теа Донгузашвили Санкт-Петербург         | Елена Шлейзе Омская область           | Светлана Фёдорова Тюменская область Светлана Федосеенко Новосибирская область |